# Herberton
Herberton (974 habitants) est un village dans la région des Tablelands au nord du Queensland en Australie sur le plateau d'Atherton.
La ville a eu son heure de gloire avec l'exploitation d'une mine de zinc[Quand ?].